# Hrabstwo Garfield (Waszyngton)
Hrabstwo Garfield (ang. Garfield County) – hrabstwo w stanie Waszyngton w Stanach Zjednoczonych. Hrabstwo zajmuje powierzchnię całkowitą 718,19 mil² (1860,1 km²). Według szacunków United States Census Bureau w roku 2009 miało 2101 mieszkańców. Siedzibą hrabstwa jest Pomeroy.
Hrabstwo Garfield wydzielono z obszaru hrabstwa Columbia 29 listopada 1881 r. Jego nazwa pochodzi od nazwiska prezydenta USA Jamesa A. Garfielda.

## Miasta
- Pomeroy